# Alessandro Besana
Alessandro Besana (Milano, 25 novembre 1814 – Parravicino, 5 agosto 1897) è stato un politico italiano.